# Vers quaternari
El quaternari és un vers d'art menor que consta de quatre síl·labes. Anomenat també vers tetrasíl·lab, és el més curt dels utilitzats tradicionalment per la poesia catalana i es caracteritza pel seu ritme binari ATAT. En tenim d'exemple l'Espill de Jaume Roig:
| «                    | L'omnipotent Jesús, hom ver, no ha muller; si'n fos tengut n'haguera hagut. | » |
| — Jaume Roig, Espill |                                                                             |   |

Perduda la tradició d'aquest vers a l'època de la decadència, reapareix modernament en alguns poemes de Guerau de Liost, de Josep Carner i d'altres.
| «                        | Fa qui sap quant, A llum minvant Jo me n'aní Per un camí. | » |
| — Josep Carner, Absència |                                                           |   |